# Кошкарбай (Акмолинская область)
Кошкарбай (каз. Қошқарбай) — село в Зерендинском районе Акмолинской области Казахстана. Входит в состав Троицкого сельского округа. Код КАТО — 115658500.

## География
Село расположено на юге района, в 15 км на север от центра района села Зеренда, в 11 км на восток от центра сельского округа села Троицкое.

### Улицы[2]
- ул. Ардагер,
- ул. Жана,
- ул. Мектеп.

### Ближайшие населённые пункты
- село Кеноткель в 4 км на северо-западе,
- село Айдарлы в 5 км на востоке,
- аул Ондирис в 8 км на юго-западе,
- село Павловка в 8 км на севере.

## Население
В 1989 году население села составляло 67 человек (из них казахов 100%).
В 1999 году население села составляло 210 человек (112 мужчин и 98 женщин). По данным переписи 2009 года, в селе проживало 207 человек (107 мужчин и 100 женщин).
| Численность населения | Численность населения | Численность населения |
| 1989                  | 1999                  | 2009                  |
| --------------------- | --------------------- | --------------------- |
| 67                    | ↗210                  | ↘207                  |

## Раскопки
- Во время охранно-спасательных работ на территории района археологи исследовали в 2014 году 6 памятников археологии могильника Кошкарбай-1. Было найдено 30 бронзовых изделий (бусины, клыки животных, ракушки в виде амулетов и др.) и 8 керамических сосудов. На кургане № 5 близ села Кенесколь, в 700 метрах на возвышенности реки Чаглинка на глубине 50 см обнаружено захоронение. Скелет человека находился в позе эмбриона — уложен на правый бок, ноги согнуты в коленях, голова прижата в груди. На глубине 45 см найдены три керамических андроновских сосуда с арийской свастикой[5].